# Ching Tsai Loo
Ching Tsai Loo, né Lu Huan Wen le 1er février 1880 à Lujiadu (Zhejiang) et mort le 15 août 1957 à Nyon, est un marchand d'art chinois spécialisé dans les objets d'art asiatiques.

## Biographie
Ayant pour véritable nom Lu Huan Wen, il naît dans le village de Lujiadu dont le nom signifie « village de la maison des Lu », comptant à peine 200 habitants à l'époque, tous des Lu, du nord de la province de Zhejiang, à 300 km à l'ouest de Shanghai. Ce lieu est le berceau familial de son clan, présent depuis le Xe siècle. Discret sur ses origines, C.T. Loo, malgré ses tentatives de se rattacher à une famille intellectuelle ruinée, serait issu d'une lignée plutôt modeste de tisseurs de soie. À dix ans il se retrouve orphelin, recueilli par son oncle, il décide à l'adolescence d'aller tenter sa chance dans la ville la plus proche, Nanxun. Il travaille pour le parrain local, enrichi dans le commerce de la soie, il est attaché au service d'un de ses fils, Zhang Jingjiang, et quand celui-ci est nommé à l'ambassade de Chine en France, C.T. Loo le suit, à l'âge de 22 ans.
Son arrivée à Paris, en 1902, est un vrai dépaysement pour ce paysan du fond de la Chine et peu de Chinois vivent en France à cette époque. Rapidement, Zhang Jingjiang, qui développe une activité débordante et est devenu un ami, l'invite à travailler dans le magasin d'importation d'objets chinois qu'il a ouvert place de la Madeleine, la galerie Ton-ying, dont il est ensuite nommé responsable.
Réussissant une mutation spectaculaire, le modeste paysan chinois devient un dandy parisien, apprécié de la clientèle parisienne. Toutefois, C.T. Loo se sent à l'étroit dans le magasin de la Madeleine, d'autant que les bénéfices ne sont pas réinvestis mais partent en Chine financer les activités politiques du patron. En 1908, il ouvre son propre magasin rue Taitbout. Il fait de juteux bénéfices en revendant des antiquités chinoises bas de gamme achetées là-bas pour rien. L'époque lui est propice grâce aux premières missions archéologiques françaises en Chine, qui mettent le goût chinois à la mode. C.T. Loo ouvre ensuite une succursale à Londres.
C'est la guerre de 1914-18 qui l'oblige à passer par les États-Unis lors du retour d'un voyage en Chine. Il découvre New York et son marché florissant des antiquités chinoises. Il décide alors opportunément d'y établir une nouvelle succursale en 1915.